# Башле, Пьер
Пьер Башле́ (фр. Pierre Bachelet; 25 мая 1944, XII округ Парижа — 15 февраля 2005, Сюрен) — французский певец и композитор.
Известен как автор музыки к фильмам — в частности, «Эммануэль» (1974). В дальнейшем неоднократно сотрудничал с режиссёром фильма Жюстом Жакеном. Также писал музыку к фильмам Жана-Жака Анно и Жана Беккера.
В 1982 году записал альбом Les Corons, одноимённая песня с которого посвящена шахтёрам региона Нор — Па-де-Кале. Песня стала неофициальным гимном шахтёрских областей региона.
В 1985 году выпустил ещё одну песню, ставшую известной — Marionnettiste («Кукольник»).
Свой последний альбом, вышедший в 2003 году, Башле посвятил Жаку Брелю. На диске представлены песни Бреля в исполнении Башле.
Умер 15 февраля 2005 года от рака лёгких — той же болезни, от которой в 1978 году умер Брель. Похоронен на морском кладбище в Сен-Тропе.

## Избранная фильмография
- «Эммануэль» (1974);
- «История О» (1975);
- «Удар головой» / Coup de tête (1979)
- «Гвендолин» (1983).